# いわぶ見梨
いわぶ 見梨（いわぶ みり、1989年10月6日 - ）は日本のフリーアナウンサー。九州朝日放送（KBC）元アナウンサー。本名及び旧活動名義は岩部 見梨（読み同じ）。

## 経歴・人物
大阪府高槻市出身。「『木の上に有る利でも見つけられるように』との商人魂で『見梨』と命名された」と当初は述べていたが、実際はモデルでタレントの岡田美里の「みり」という名の響きがよく、海外でも通じる呼びやすい名前と思い両親が命名したとKBCラジオPAO〜Nで明かした。『木の上に有る利でも見つけられるように』というのは、両親が子供(いわぶ)にどんな風に説明しようと考えた後付けだと語っている。画数の良さで「見」を付けたが、他にも「実」、「味」という候補の漢字があったとも明かした。
身長155cm。同志社中学校・高等学校→同志社大学卒業。大学在学中にカナダに1年間ほど語学留学。2013年4月にKBCに入社しアナウンサーになる。
趣味はスノーボード・ダイビング・旅行・英会話。実家は酒店。7歳下の弟がいる。
2016年に契約期間が満了してKBCを退社するが引き続きKBC番組に出演している。
占い師イヴルルド遙華が姓名判断して「画数が良くないので『いわぶ見梨』に改名する方が良い」と助言および「岩部を『いわべ』と誤読される場合が多い」として2019年12月に「いわぶ見梨」に改名。
2019年はKBCラジオ出演時だけ「いわぶ見梨」名義であったが、2020年1月よりテレビでも「いわぶ見梨」名義とした。

## 担当番組
ラジオ
- PAO〜N
  - 2013年9月6日 - 2014年9月26日（金曜）
  - 2015年3月30日 - 2015年9月22日（月・火曜）
  - 2015年9月29日 - （火曜）
- ダメ恋診療所(2019年10月 -)
- めぐみのラジオ（MC、2021年4月10日 - ）
- モーニングミュージック（2013年4月 - 2016年3月）
- ほねぶと（2014年10月1日 - 2015年3月25日）
- KBC朝日新聞ニュース
- KBCホークスナイター（火曜スタジオ担当。2016年7月26日 - ）
- KBC長浜横丁 おでん屋台はらちゃん（火曜担当。2016年7月26日 - ）、タコ焼き 岩部(2017年10月 -)、タコ焼き いわぶ(2019年12月 -)

テレビ
- アサデス。KBC
- 土曜もアサデス。（2015年10月 - 2018年3月24日）
- めんたいワイド（2020年6月25日 - 、FBS） - キタ級遺産、いきなり食堂(不定期)コーナー担当（杉山39と）
- 水と緑の物語（2020年-）
- ブルーリバーの望むところだ！（2021年7月4日 - 、TVQ） - コーナー進行
- 週刊よかタイムス（TVQ）[3]